# Ryō Kanazawa
Ryō Kanazawa (japanisch 金沢 亮 Kanazawa Ryō; * 19. Oktober 1988 in der Präfektur Kyoto) ist ein ehemaliger japanischer Fußballspieler.

## Karriere
Kanazawa erlernte das Fußballspielen in der Schulmannschaft der Konko Osaka High School. Seinen ersten Vertrag unterschrieb er 2007 bei JEF United Chiba. Der Verein spielte in der höchsten Liga des Landes, der J1 League. Am Ende der Saison 2009 stieg der Verein in die J2 League ab. Für den Verein absolvierte er drei Erstligaspiele. Ende 2010 beendete er seine Karriere als Fußballspieler.